# Johann Wernz

Johann Wernz

Johann Wernz (* 5. Februar 1819 in Rehhütte bei Speyer; † 21. November 1895) war Reichsoberhandelsgerichtsrat und Senatspräsident beim Reichsgericht.

## Leben
Nach dem Jura-Studium in Heidelberg, München und Paris leistete er 1843 den Eid auf den bayrischen Landesherrn und begann seine juristische Laufbahn am Bezirksgericht Frankenthal.
1845 heiratete er Julie Reichard aus Frankenthal, seine 1848 geborene Tochter Luise heiratete später den bayerischen Offizier Armand Mieg.
1854 wurde er II. Staatsprokurator. 1856 erfolgte seine Ernennung zum I. Staatsprokurator beim Appellationsgericht der Pfalz in Zweibrücken. Präsident des Bezirksgerichts Landau wurde er 1858. Wernz war 1865 Abgeordneter im bayrischen Landtag als erster Ersatzmann für den Stimmkreis Germersheim-Bergzabern/Pfalz. Im Landtag war er der einzige unter den pfälzischen Abgeordneten, welcher sich dem Klub der Linken nicht angeschlossen hatte. Bei einer Neuwahl lehnten die Wahlmänner des Stimmkreises seine Wiederwahl ab.
1865 wechselte er aus dem Bereich des französischen Rechts als Rat in das rechtsrheinische Bayern an das Oberappellationsgericht in München.
1871 wurde er als Vertreter Bayerns in das Reichsoberhandelsgericht entsandt. 1872 wurde er Dr. iur. h. c. der juristischen Fakultät der Universität Leipzig. Mit dem Inkrafttreten der Reichsjustizgesetze 1879 kam er nachfolgend an das Reichsgericht. Sieben Jahre wirkte er im rheinischen Senat, der die Revisionsinstanz für den Code civil war, dann wurde er 1886 zum Senatspräsidenten des 1. Strafsenat ernannt. 1891 trat er in den Ruhestand.

## Auszeichnungen
- 1882 Verleihung des Ritterkreuz des Verdienstordens der Bayerischen Krone.

## Veröffentlichungen
- Commentar zur Prozeßordnung in bürgerlichen Rechtsstreitigkeiten für das Königreich Bayern. München 1869–1872.
- Grundzüge der deutschen Civilprozessordnung. Nördlingen 1877.
- Mitarbeit an der Zeitschrift für Reichs- und Landesrecht mit besonderer Rücksicht auf Baiern (1874–1881).